# Masacrul din Ip
Masacrul din Ip se înscrie în seria masacrelor antiromânești desfășurate pe teritoriul Transilvaniei de Nord în toamna anului 1940. În noaptea de 13 spre 14 septembrie 1940 trupe maghiare ce făceau parte din armata de ocupație cantonată în orașul Șimleul Silvaniei, împreună cu localnici maghiari și cu membri ai organizației  Straja națiunii ("Nemzetőrség") au ucis 157 de localnici români și un copil înaintea nașterii sale.

## Premisele
După Dictatul de la Viena din 30 august 1940, un rezultat al arbitrajului politic germano-italian, nord-vestul Transilvaniei intră sub ocupație maghiară. Teritoriul ocupat de horthyști în timpul celui de-al doilea război mondial a rămas în istorie sub numele de Transilvania de Nord și cuprindea nord-vestul regiunii cu același nume precum și ținuturile secuiești. Un număr de 8 județe din totalul de 23 câte număra Transilvania în perioada interbelică au fost înstrăinate în întregime, iar alte 3 au fost spintecate în două. Astfel, județul Sălaj este și el alipit Ungariei, iar la data de 8 septembrie 1940 Armata a II-a intră în orașul Zalău. Imediat după ocuparea teritoriul transilvănean, a început seria masacrelor împotriva populației civile românești. Cel mai afectat de teroarea horthystă a fost Sălajul, unde au fost masacrați 477 de români.

## Crimele din Ip
Cea mai mare și mai îngrozitoare atrocitate comisă de armata ungară în complicitate cu etnicii maghiari locali, unde au căzut cele mai numeroase victime nevinovate -157 de morți- cu ocazia ocupării Ardealului, este cea de la Ip, localitate din județul Sălaj, aflată la 45 km de orașul Zalău. Modul în care s-a desfășurat acest masacru a fost stabilit de către instanța Tribunalului Poporului din Cluj la 13 martie 1946.  

## Desfășurarea masacrului
Sub pretextul răzbunării celor doi militari unguri morți într-o explozie în comuna Ip la 7 septembrie 1940, cu ocazia trecerii trupelor prin localitate, locotenentul Vasvári Zoltán din armata horthystă părăsește în ziua de 13 septembrie 1940 localitatea Nușfalău unde se afla cantonat, îndreptându-se cu compania sa spre comuna Ip. Motivarea uciderii celor 157 de localnici este una fictivă, explozia producându-se  din cauza unui defect de ambalaj al muniției, dovadă fiind faptul că cei patru români arestați au fost eliberați după aproximativ o lună.
În noaptea de 13 spre 14 septembrie, în jurul orei 11 noaptea, locotenentul Vasvári Zoltán ajunge în Ip. Imediat acesta împreună cu membrii gărzii naționale din comună s-au dus pe la casele mai multor locuitori trezindu-i din somn și împușcându-i. Au fost uciși în acest mod 18 români. Crimele au fost comise înainte de miezul nopții. Întors la sediul gărzii naționale din Ip, Vasvári Zoltán dă indicații membrilor să pregătească 10 căruțe și mai mulți oameni pentru dimineață în scopul îngropării victimelor ucise până atunci. Locotenentul părăsește apoi postul. Imediat după se aude o rafală de mitralieră trasă din sat, iar Vasvári se întoarce la sediul gărzii naționale pretextând că sătenii români i-au atacat compania. Furios se adresează oamenilor din corpul de strajă local, spunând că va incendia comuna. Unul dintre comandanți a încercat să-l oprească răspunzându-i că așezarea este compusă în proporție de 70% din maghiari. Vasvári a simulat în continuare că va da foc numai caselor românești, dar același comandant a protestat spunând că nici acest lucru nu este posibil întrucât gospodăriile românilor sunt răsfirate printre cele ale ungurilor. Atunci Vasvári Zoltán a cerut să i se dea oameni din garda locală care să arate soldaților lui caselor românești, pentru a-i împușca pe vlahi. De data această ordinul i-a fost acceptat. 
S-au format 6 echipe de soldați în frunte cu câte un om din garda locală, drept călăuză. Astfel alcătuite au pornit fiecare pe străzile comunei:
- Echipa I a acționat pe drumul ce duce spre localitatea Suplacu de Barcău. Toți românii din această zonă care au fost găsiți acasă au fost împușcați. Și-au găsit moartea 62 de oameni.
- Echipa a II-a a acționat în zona bisericii și a cimitirului din Ip. După indicațiile date soldaților de către calăuza Csepei Sigismund au fost împușcați 21 de locuitori.
- Echipa a III-a a mers pe drumul ce duce spre comuna Camăr. Au fost omorâți 13 români.
- Echipa a IV-a a acționat pe drumul către satul Zăuan, unde au fost împușcați 9 locuitori.
- Echipa a V-a a mers în zona de pe malul pârâul Barcău, fiind omorâți 36 de români.
- Echipa a VI-a trebuia să acționeze în aceeași zonă cu echipa a V-a, însă locuitorul Osz Andrei, ce era folosit drept călăuză, dându-și seama de gravitatea faptelor lor a declarat că el nu cunoaște casele românilor, deoarece venise de puțin timp în comună. Astfel, ultimele două echipe au fost nevoite să meargă împreună.

În tot acest timp, populația română a fost supusă unor torturi, printre care smulgerea unghiilor, ruperea oaselor cu bâte și paturi de armă. Mai mulți copii au fost sfârtecați cu baionetele. Tortura a fost urmată de uciderea oamenilor, jefuirea cadavrelor, a caselor și a bisericii. 
A doua zi dimineața, din ordinul locotenentului Vasvári, mai mulți localnici au fost puși să sape o groapă în cimitirul satului, iar alți săteni au fost scoși cu căruțele și au mers din casă în casă pentru a ridica și transporta cadavrele la groapa comună.

## Mărturia unui supraviețuitor
La 68 de ani de la Dictatul de la Viena și masacrul din Ip, singurul supraviețuitor rămas încă în viață, Gavril Butcovan a acordat un interviu ziarului Gardianul, povestind drama familiei sale din noaptea de 13/14 septembrie 1940. Acesta mărturisea în articolul apărut în data de 2 septembrie 2008:
„În zorii zilei de 14 septembrie 1940, am fost trezit de zgomotul asurzitor al focurilor de armă ce răzbăteau dinspre casele vecinilor noștri. Era în jur de ora 5, încă era întuneric și m-a cuprins o frică ce nu o pot descrie în cuvinte. Aveam doar 16 ani. În familie eram de toți 10 suflete, printre care 8 copii. Locuința era compusă din două încăperi. Eu, părinții și alți 5 frați dormeam într-o cameră, iar în camera mică, ceilalți doi frățiori. L-am trezit pe tata, Mihai Butcovan și i-am spus că sunt împușcați românii. Tata nu putea vorbi de emoție, pentru că bănuia ce ne așteaptă, focurile de armă întețindu-se cu fiecare minut ce trecea. S-a uitat pe geam să vadă ce se întâmplă pe uliță, spunându-ne apoi că vede oameni care se plimbă agitați. Pentru o clipă mi-am aruncat și eu ochii pe fereastră. Strada era plină de militari horthyști și consăteni maghiari, deveniți părtași la masacru. Mama i-a zis tatii să meargă să deschidă ușa, ca să nu bată soldații în poartă așa cum au făcut la vecini. Pe când tata a vrut să deschidă ușa, soldații erau deja în curtea noastră. Unul dintre criminalii horthyști s-a răstit la el, spunându-i să iasă afară din casă. La câteva secunde am auzit cinci bubuituri de armă. Atunci am știut că l-au împușcat pe tata. Imediat au năvălit în casă trei soldați, îndreptând puștile spre noi. Ne-au spus răstit în ungurește, să ieșim afară. Mama i-a întrebat, arătând spre leagănul unde se afla sora mea cea mică, ce va întâmplă cu fetița, la care i-au răspuns ca o crească ei. Când am ieșit l-am văzut pe tata, care zăcea cu fața în jos lângă peretele casei. M-am îndreptat înspre el, moment în care asasinii horthyști au tras în mine. Cuprins de groază m-am prăbușit lângă corpul neînsuflețit al părintelui meu. Mi-am dat seama că sunt în viață, simțind o arsură puternică. Inima îmi bătea tare pentru că în momentele următoare am văzut cum criminali i-au executat pe frații mei. În fața casei, la câțiva metri de mine, au ucis-o pe sora-mea, Maria, de 18 ani, care a fost împușcată în piept cu cartușe dum-dum. Fratele Mihai, de 8 ani, a fost împușcat în burtă, iar surioara Ana, de 5 ani, care, disperată, striga <<Unde ești maică?!>>, a fost secerată de gloanțele criminalilor. Fratele Viorel, de 11 ani, a vrut să fugă spre grădină, însă soldatul care-l urmărea l-a împușcat în cap. Pe surioara Paulina, de doar 11 luni, au sfârtecat-o cu baionetele în leagăn. Asupra mamei au tras, rânind-o, însă a apucat să se ascundă sub o căruță. Cred și astăzi că șansa mea a fost aceea că nu m-am ridicat de lângă tata și am stat culcat cu față la pământ, în timp ce călăii erau preocupați cu uciderea celorlalți membri ai familiei. Pe lângă mine și mama au mai scăpat cei doi frați ai mei, Ioan, de 12 ani, și Floarea, de 6 ani, care au dormit în camera mică, unde criminalii nu au mai căutat. Bănuiesc că în sinea lor credeau că au ucis întreaga familie după ce au tras în 7 persoane și au străpuns-o cu baioneta pe Paulina.”
Gavril Butcovan amintește și de celelalte crime comise în noaptea masacrului:
„ Doresc să vă mai spun că cruzimea cu care a fost comis acest genocid întrece orice închipuire. Bătăile și schingiuirile au început înainte de masacru cu 3-4 zile. Unii români au fost bătuți până ce și-au dat duhul. Lui Dumitru Sarca i-au tăiat mâinile, lui Dumitru Chiș i-au scos ochii, iar lui Pavel Sarca i-au smuls unghiile de la mâini. Nu pot să uit nici drama prin care a trecut Gheorghe Leonte și soția acestuia, care era în durerile facerii. Bărbatul a plecat după moașă, dar pe drum a avut ghinionul să se întâlnească cu echipa criminală. Aceștia, sub amenințarea armelor, l-au întors din drum, iar odată ajunși în curtea casei l-au împușcat. Soției i-au scos copilul din burtă cu baionetă. O altă tragedie s-a petrecut la cimitir cu Maria Sarca, de 40 de ani și Maria Olla, de 15 ani. Cu toate că nu erau încă moarte au fost aruncate în groapa comună și îngropate de vii. în acea zi de 14 septembrie 1940, orice român întâlnit pe stradă sau găsit acasă a fost împușcat.”
Supraviețuitorul își încheie povestea facând o remarcă cu privire la implicarea localnicilor maghiari la această atrocitate:
„Trebuie să vă mărturisesc adevărul până la capăt. Nu toți consătenii mei au pactizat cu criminalii horthyști. Au fost și maghiari care au sărit în apărarea familiilor de români, punându-și prin acest gest viața în pericol. Astfel au fost salvați din mâna ucigașă a horthyștilor cel puțin 3 familii de români. Cu siguranță, dacă acțiunea criminală ar fi avut loc ziua, ar fi fost mult mai mulți care ar fi sărit în ajutorul nostru, al românilor, și în mod sigur numărul celor uciși era mult mai mic.”
După 1983, în comuna Ip a fost ridicat un monument în memoria victimelor pogromului horthyst, iar Armata Română a realizat un film pentru Televiziunea Română. În anul 1995, Ip a fost declarat comună martir. În fiecare an, sătenii îi comemorează pe cei uciși în masacru la monumentul din localitate dedicat acestora.